# Narciso Heredia y Begines de los Ríos
Narciso Heredia y Begines de los Ríos, né à Gines (Andalousie) le 11 septembre 1775 et mort à Madrid le 8 septembre 1847, est un homme d'État et diplomate espagnol, comte (consort) d'Ofalia et marquis de Heredia, comte de Heredia-Spínola à partir du 25 août 1829, Grand d'Espagne, sénateur pour la province de Lugo et secrétaire d'État de Ferdinand VII en 1824.